# St. Georg (Pfaffenhofen, Jesenwang)

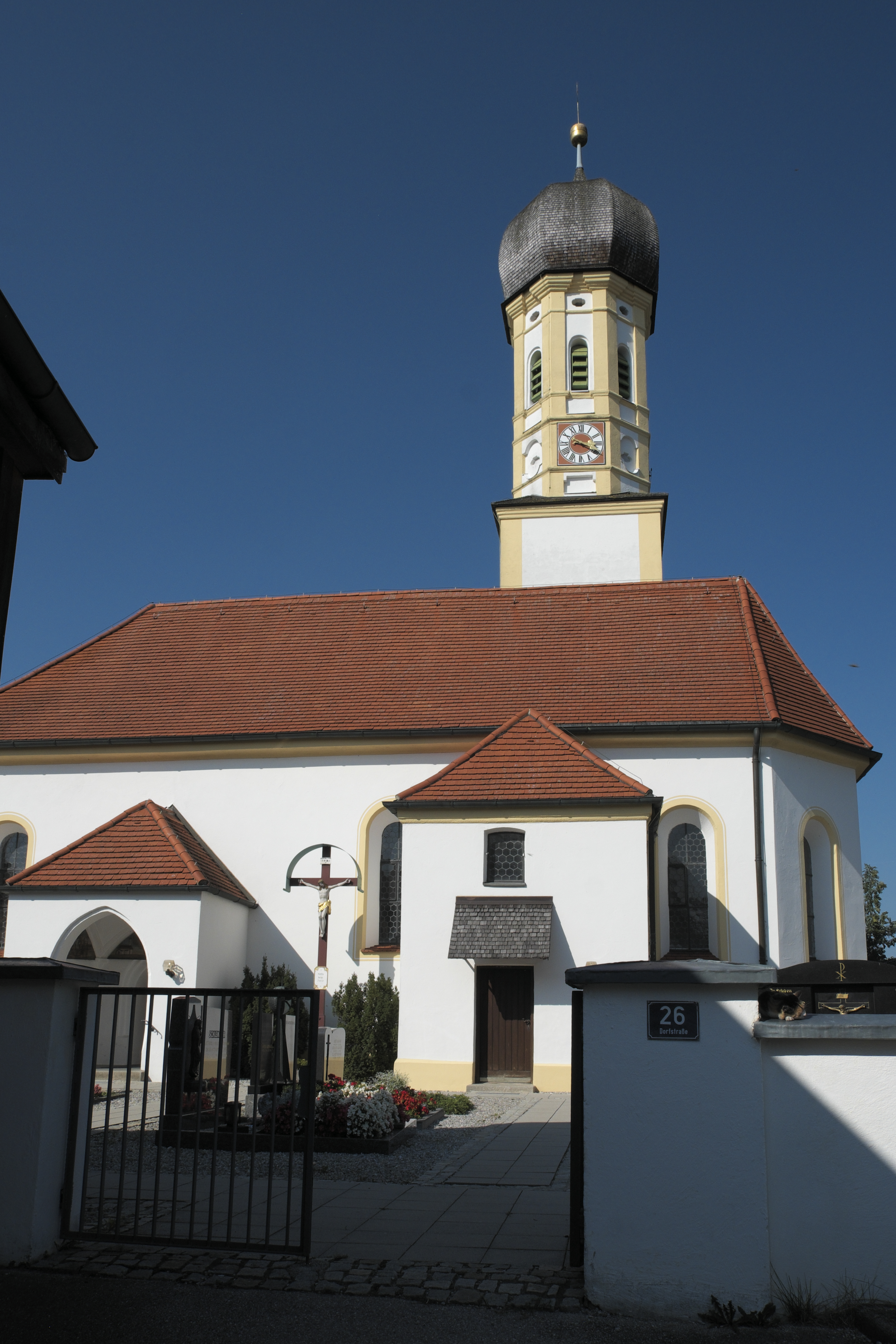
Filialkirche St. Georg

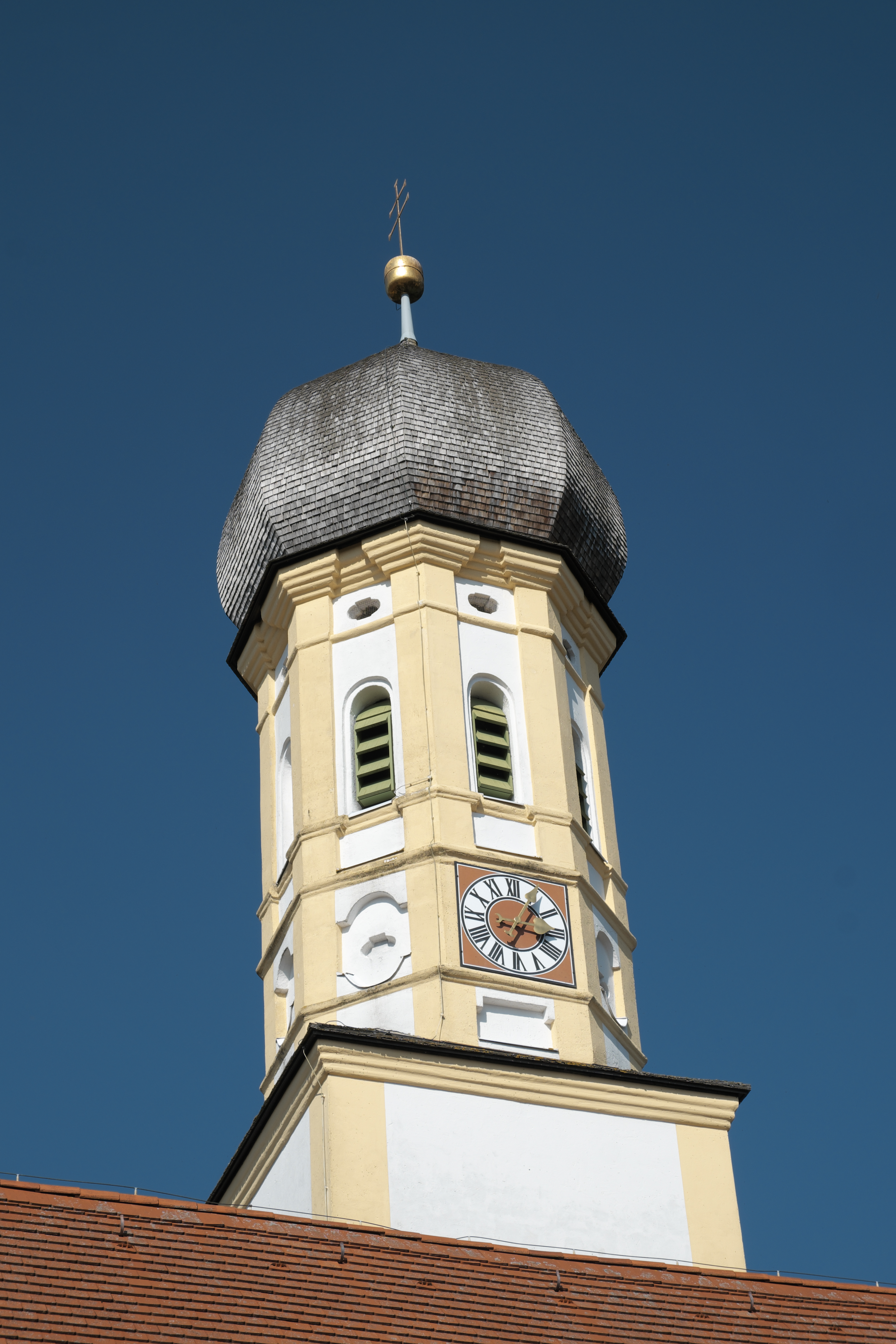
Glockenturm

Die katholische Filialkirche St. Georg in Pfaffenhofen, einem Ortsteil von Jesenwang im oberbayerischen Landkreis Fürstenfeldbruck, ist ein spätgotischer Bau, der 1680 barockisiert und  erweitert wurde. Die Kirche ist dem heiligen Georg geweiht, der als Märtyrer und als einer der Vierzehn Nothelfer verehrt wird. Die Kirche, deren barocker Deckenstuck erhalten ist, gehört zu den geschützten Baudenkmälern in Bayern.

## Architektur

### Außenbau
Im nördlichen Chorwinkel steht der Glockenturm, dessen Unterbau über quadratischem Grundriss errichtet ist. Der durch Ecklisenen, Blendfelder und rundbogige Klangarkaden gegliederte oktogonale Aufbau ist mit einer Zwiebelhaube gedeckt. An der Südseite der Kirche sind die zweigeschossige Sakristei und ein Vorzeichen angebaut. An drei Seiten des Vorzeichens sind Wandmalereien angebracht. Eine Szene stellt die Dreifaltigkeit vor dem Hintergrund der Pfaffenhofener Kirche dar, eine andere den Tod in Gestalt des Sensenmannes mit Pfeil, Sense und Sanduhr und auf einer weiteren sieht man die Auferstehung der Toten beim Jüngsten Gericht.

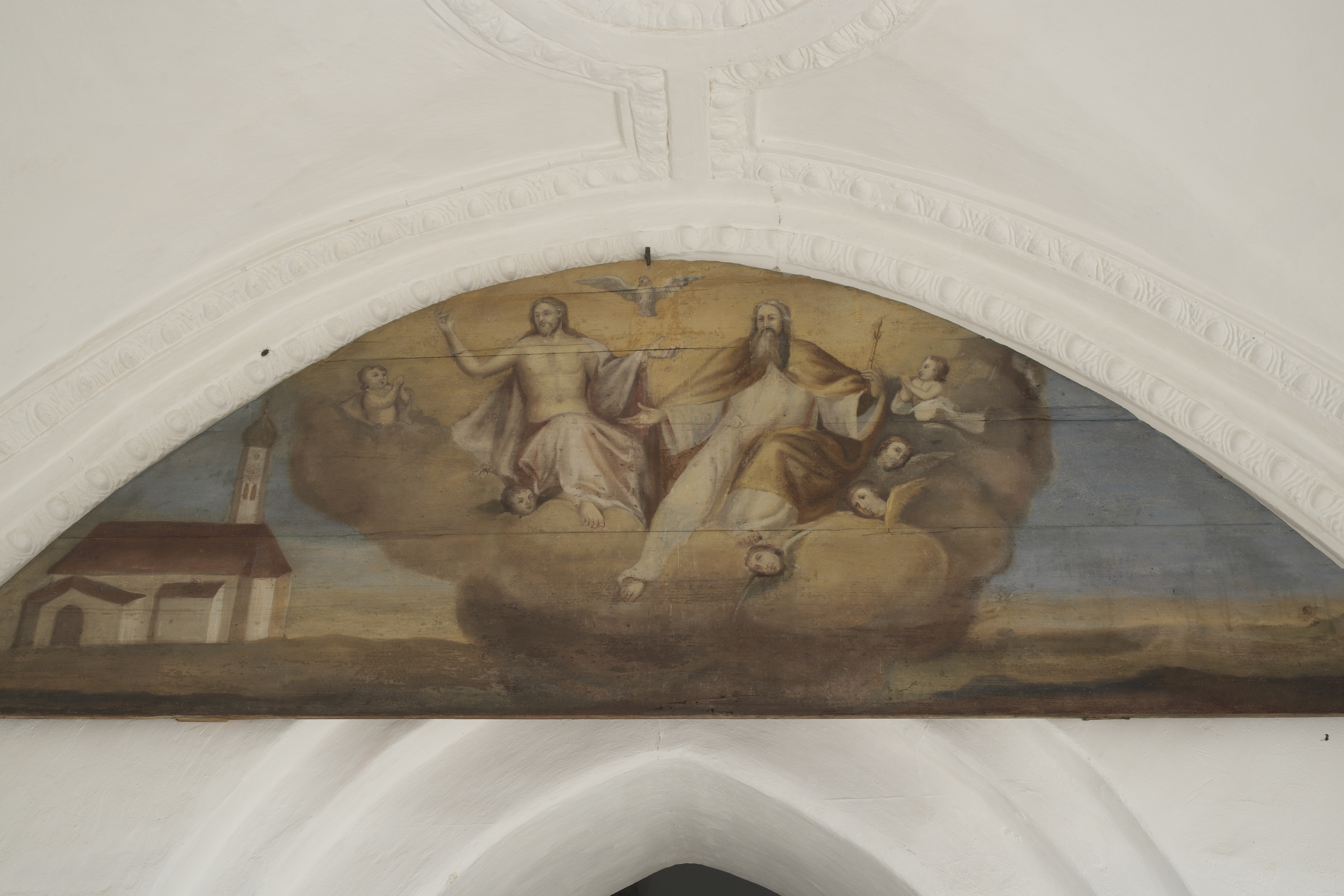
Dreifaltigkeit und Pfaffenhofener Kirche
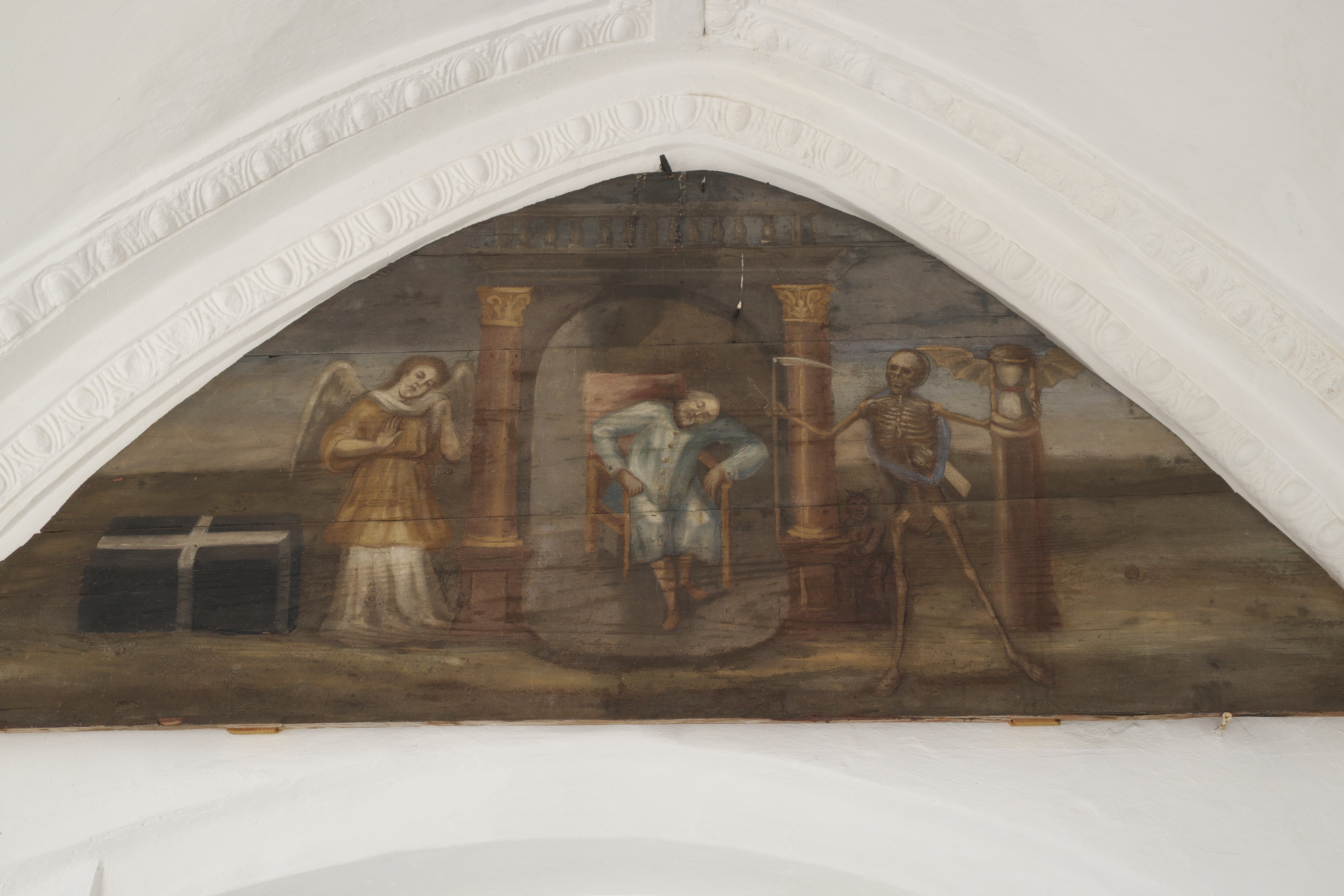
Gevatter Tod
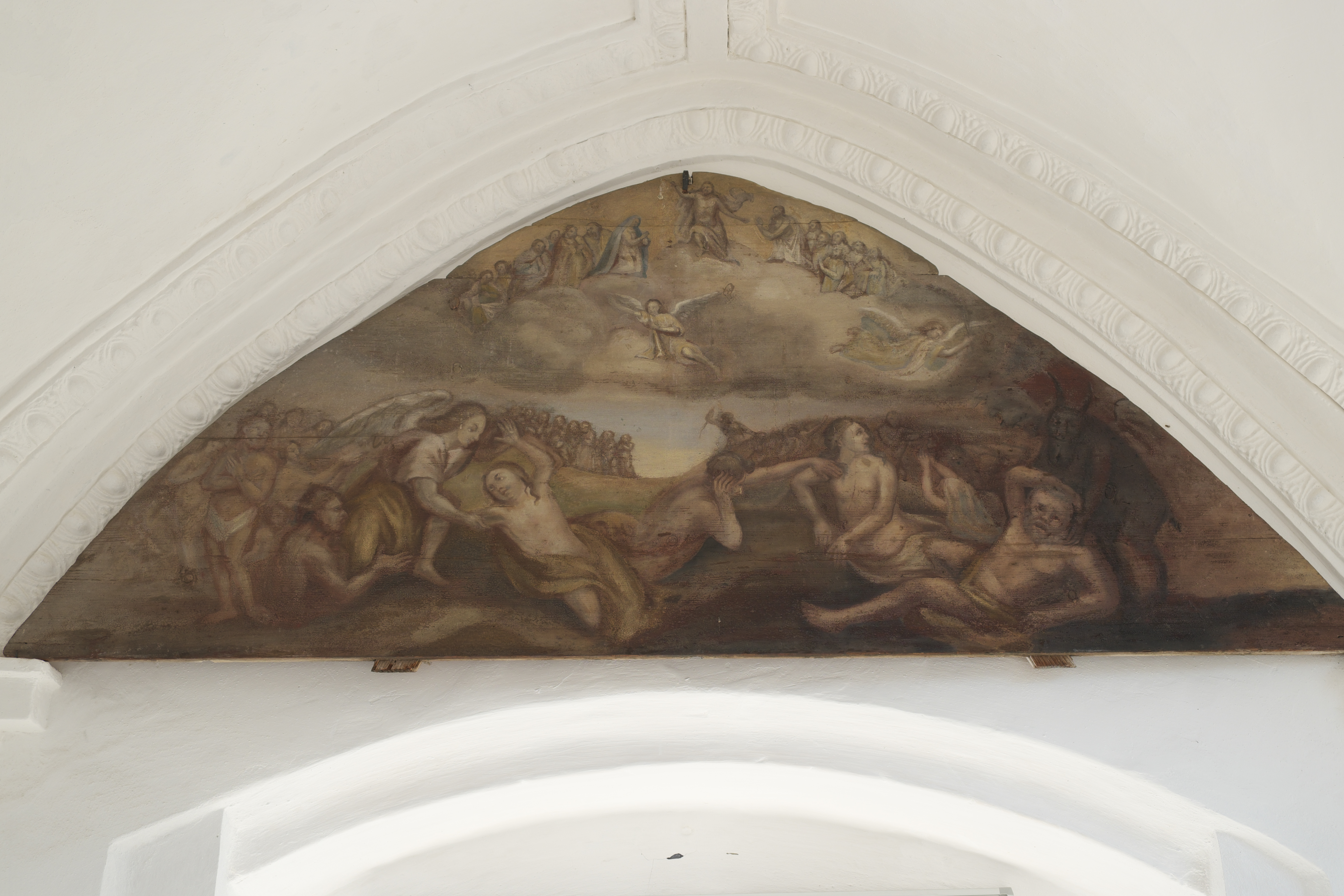
Jüngstes Gericht und Auferstehung der Toten

### Innenraum

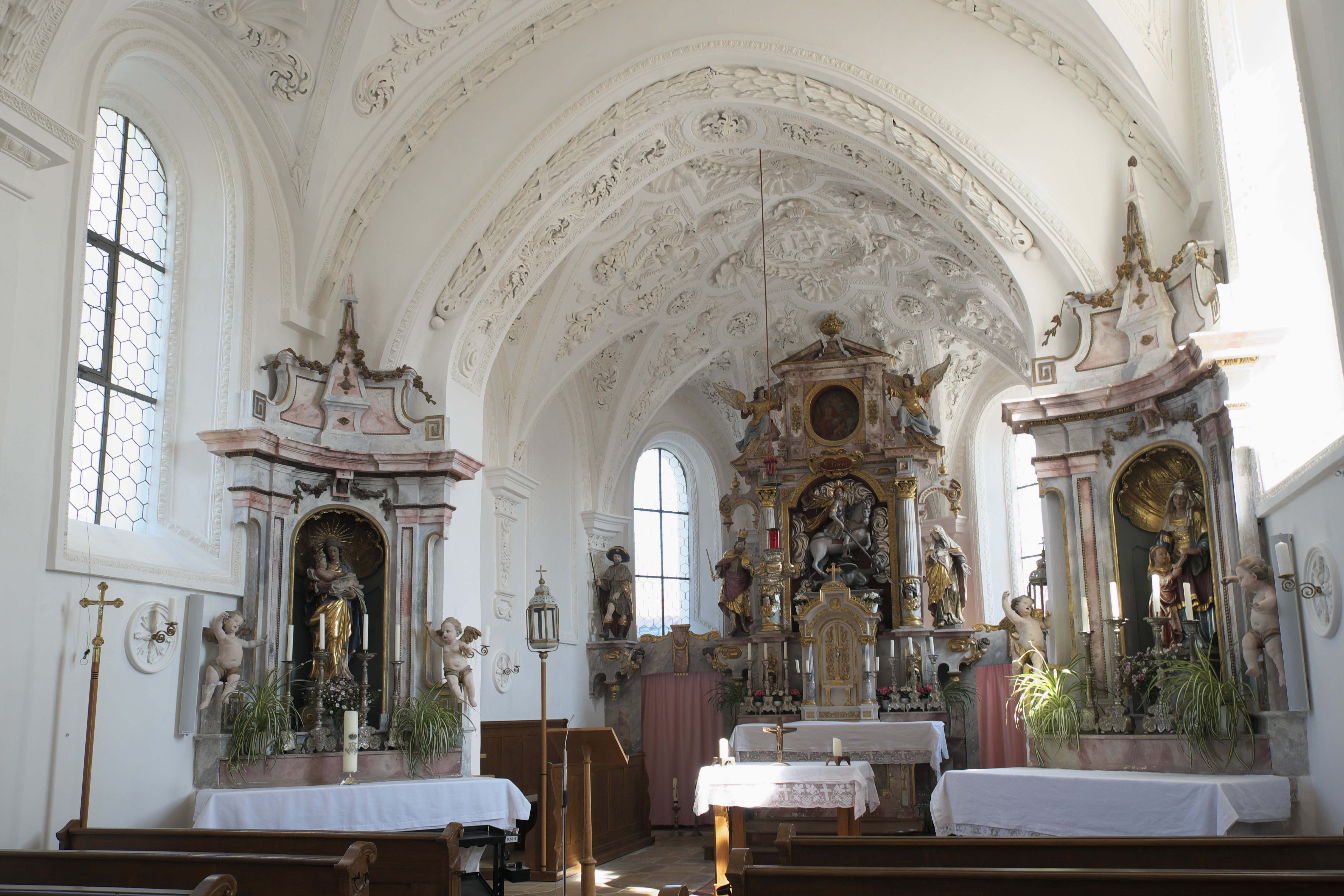
Innenraum

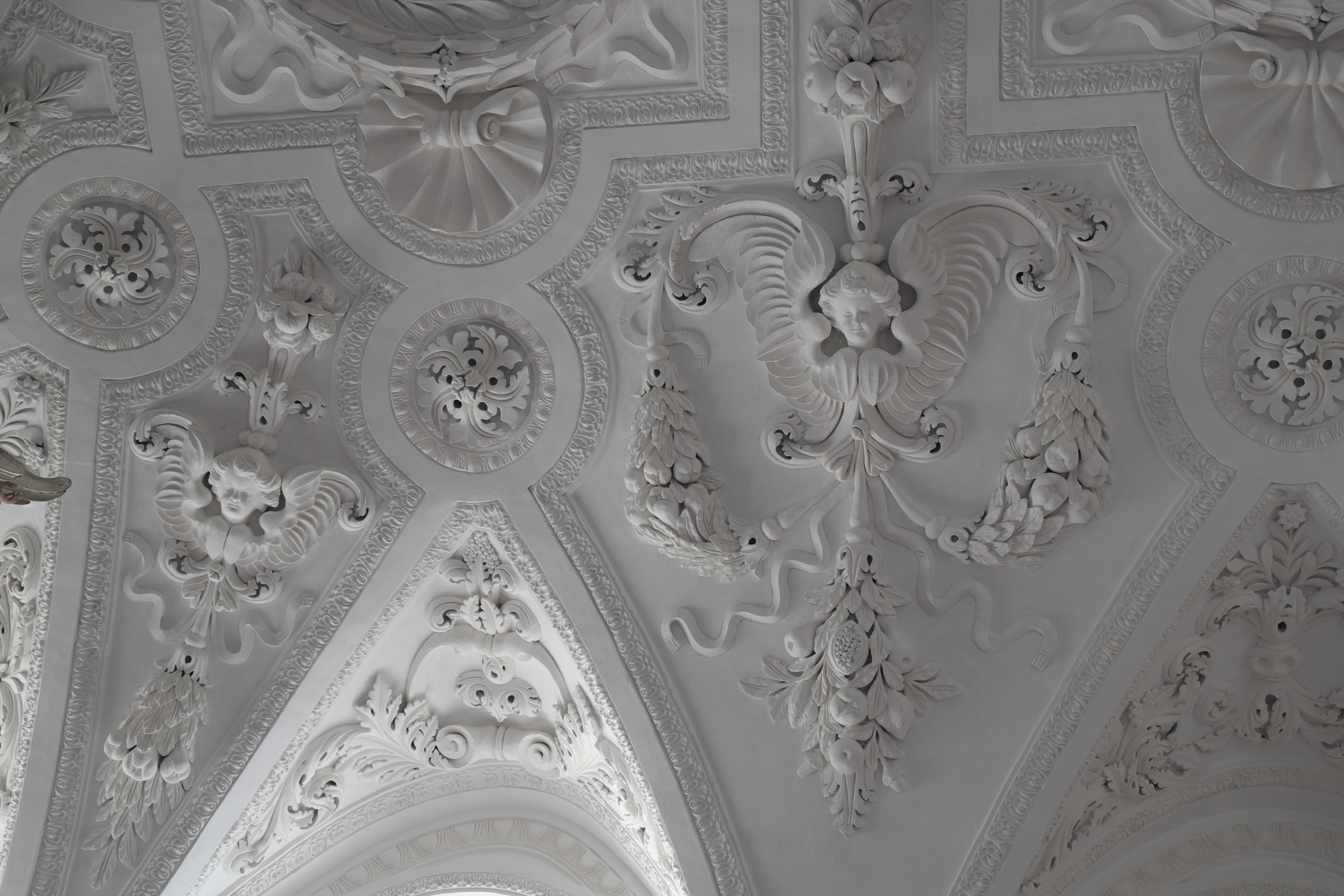
Deckenstuck

Das einschiffige, um 1860 um ein Joch nach Westen erweiterte Langhaus wird – wie der dreiseitig geschlossene Chor – von einer Stichkappentonne gedeckt. Das gesamte Gewölbe wird durch Stuckrahmen in geometrische Felder gegliedert und ist mit einem kräftigen Dekor aus Blattrosetten, Fruchtgirlanden, Laubwerk, Muscheln und geflügelten Puttenköpfen überzogen. Der Stuck ist aus der Zeit der barocken Umgestaltung der Kirche erhalten.

## Ausstattung
- Der barocke Hochaltar enthält eine Skulptur des heiligen Georg, der auf seinem Pferd sitzend dargestellt ist und mit seiner Lanze den Drachen tötet. Über den seitlichen Durchgängen stehen die Figuren des heiligen Rochus von Montpellier und des heiligen Sebastian.
- Die klassizistischen Seitenaltäre weisen Skulpturen aus dem frühen 18. Jahrhundert auf, der nördliche Seitenaltar eine Madonna mit Kind, der südliche Seitenaltar eine Unterweisung Mariens.

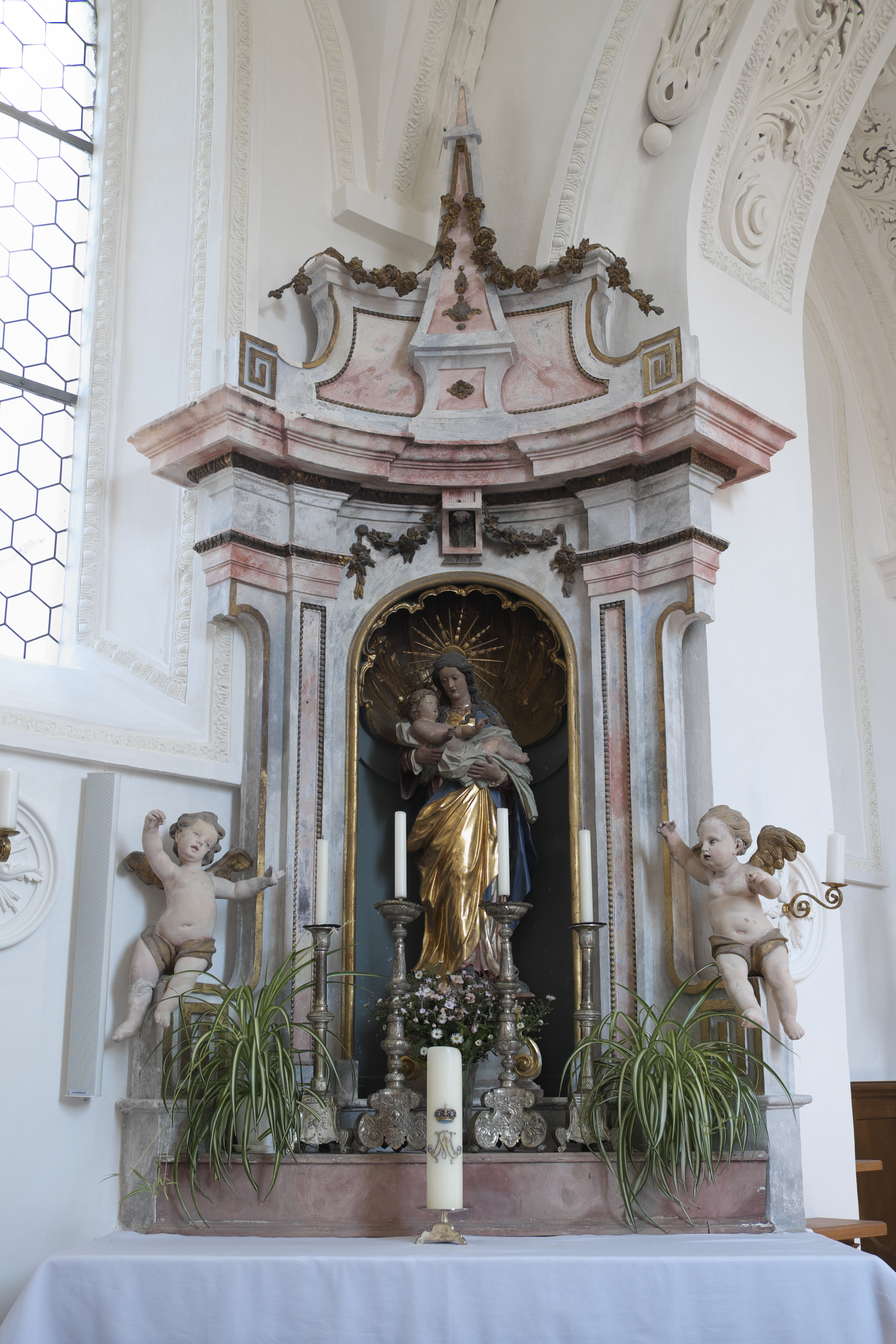
Nördlicher Seitenaltar, Madonna mit Kind
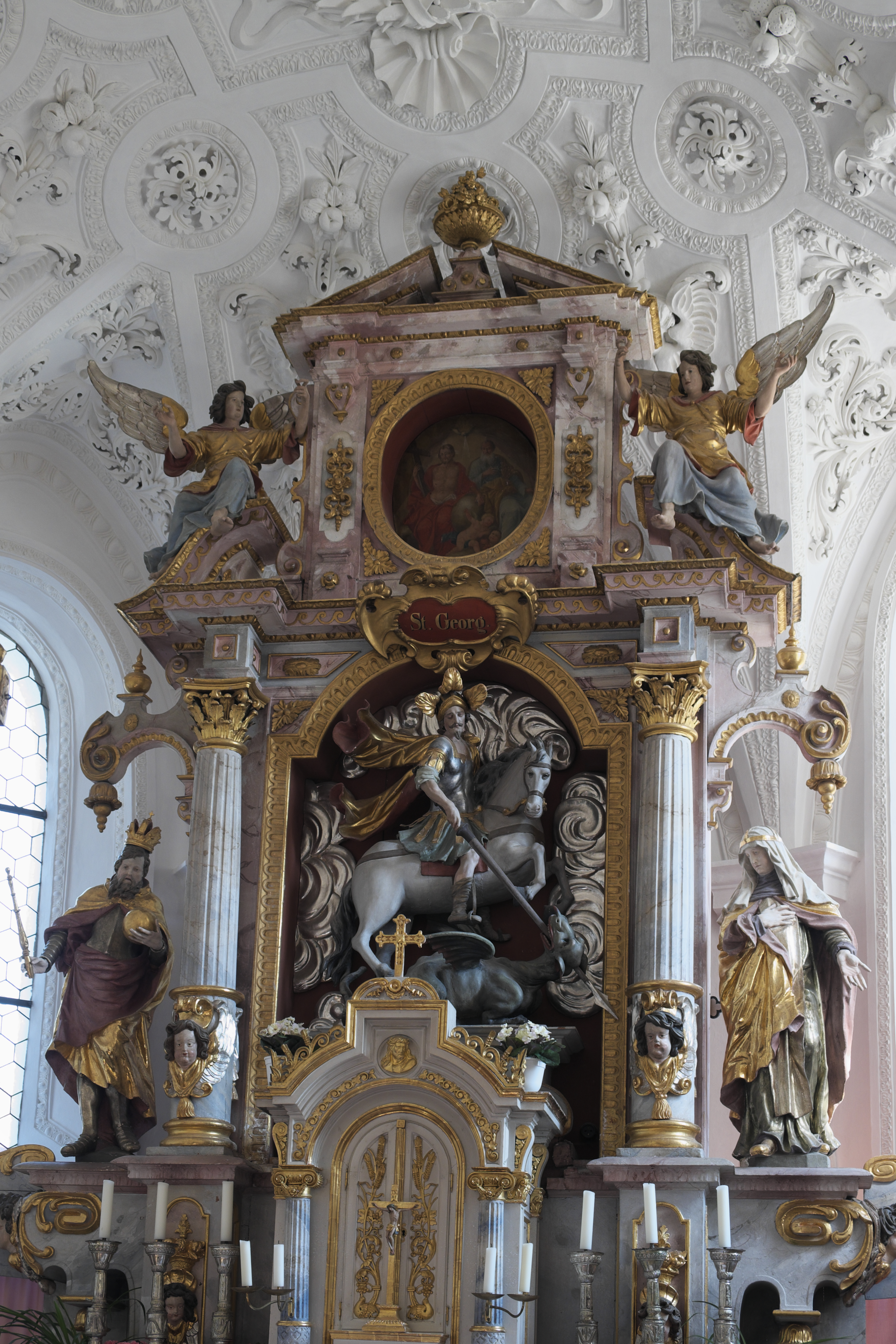
Hauptaltar, heiliger Georg
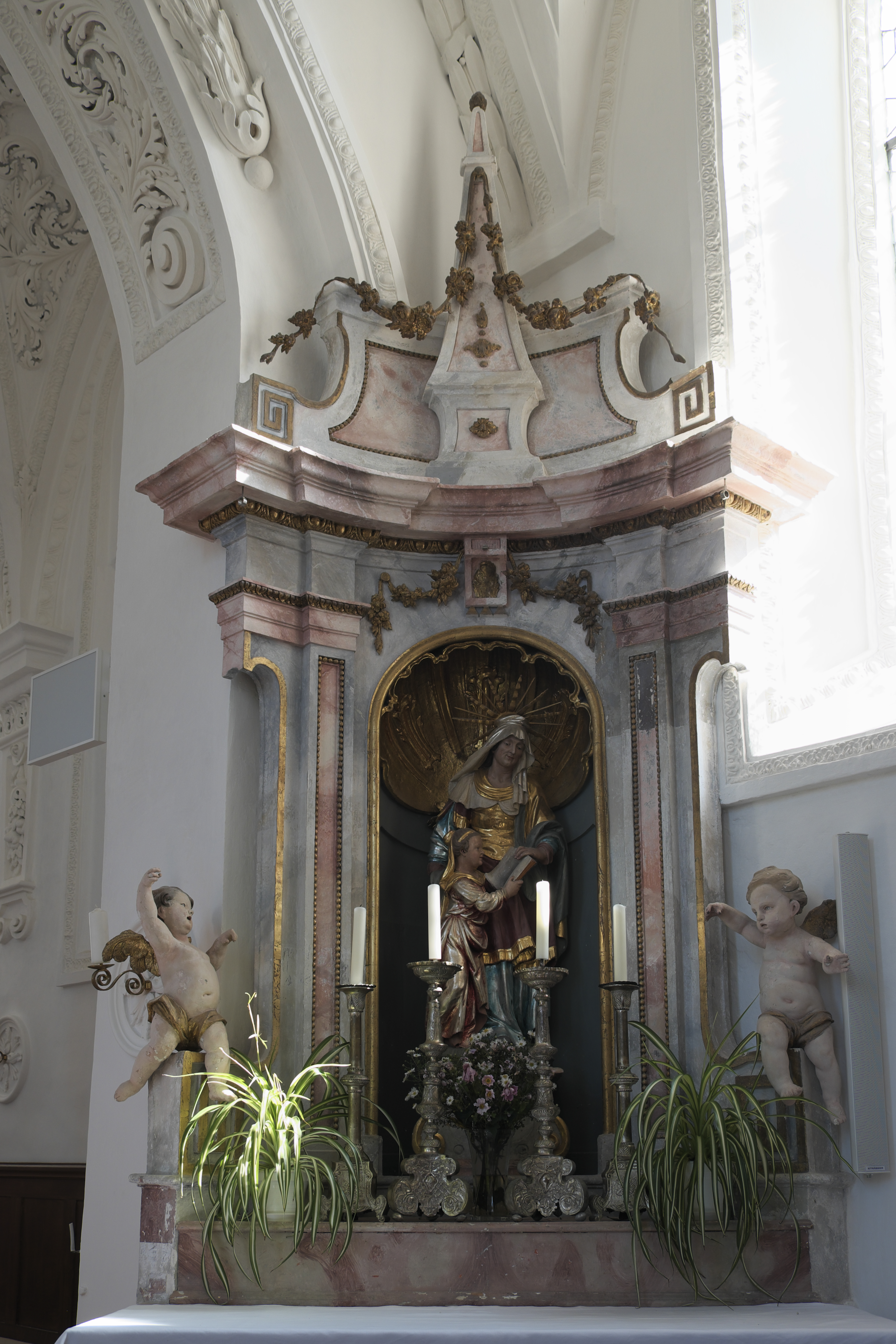
Südlicher Seitenaltar, Unterweisung Mariens

## Orgel

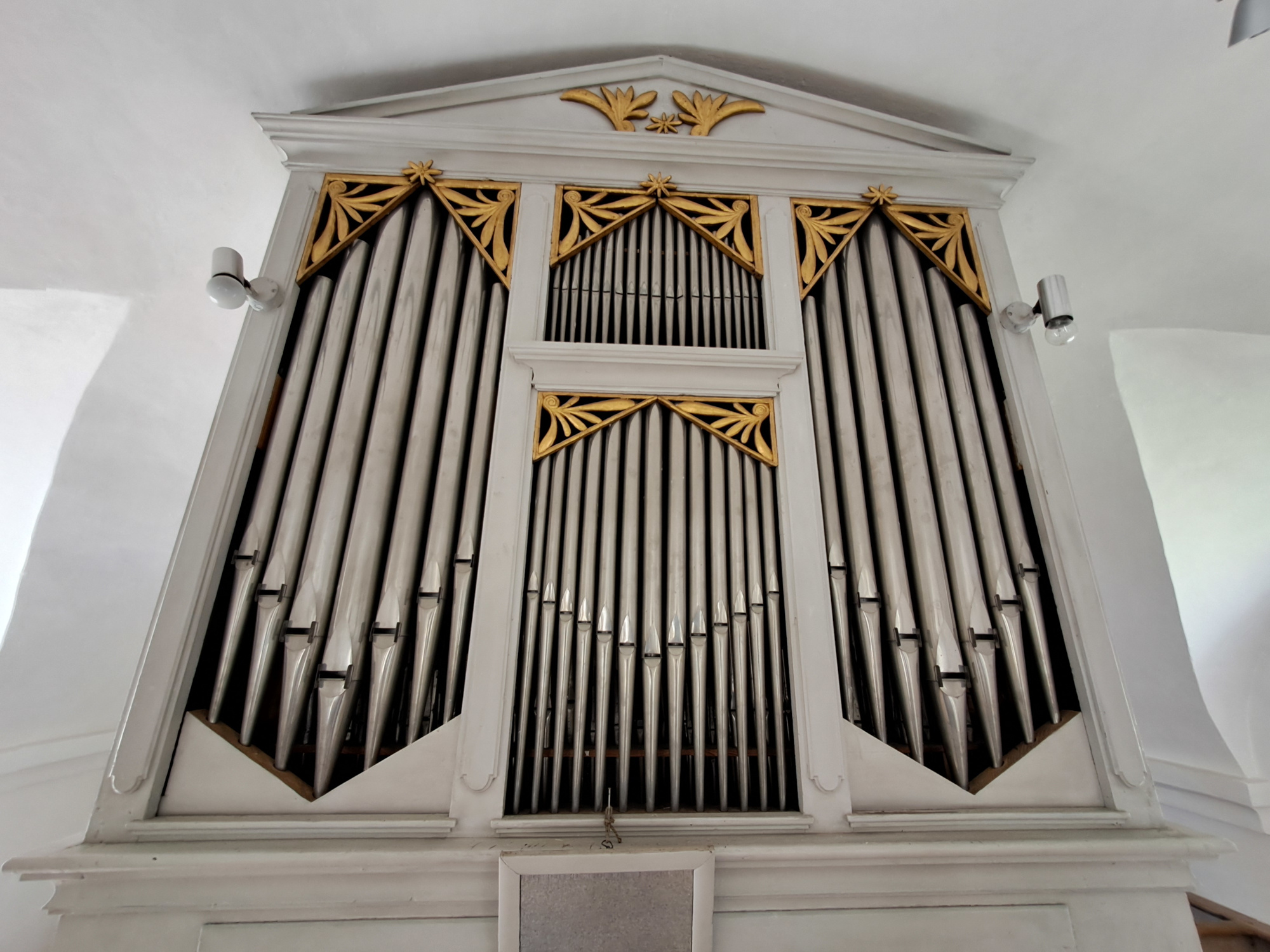
Orgel

Die rein mechanische Schleifladen-Orgel mit sieben Registern auf einem Manual und Pedal wurde von Peter Moser im Jahr 1856 mit einem nachklassizistischen Prospekt erbaut und ist eines seiner wenigen erhaltenen Werken. Die Disposition lautet:
| Manual C–c3 |          |
| Copel       | 8′       |
| Gamba       | 8′       |
| Principal   | 4′       |
| Flöte       | 4′       |
| Octav       | 2′+1 ⁄3′ |
| Mixtur      | 1′       |

| Pedal C–f0 |    |
| Violonbaß  | 8′ |

- Koppeln: Pedal fest angekoppelt